# 北尾一人
北尾 一人（きたお かずひと、1983年6月19日 - ）は、日本のドラマー。KCBのドラマーであり、ORANGE RANGEの元ドラマー。ORANGE RANGE時代のインディーズ初期にはKAZUHITO名義、メジャーデビュー時にはKATCHAN（カッチャン）の名義で活動していた。

## 略歴
- 1983年6月19日、大阪府で生まれる。のちに岐阜県各務原市で育つ。家族は、両親と妹弟1人ずつ。
- 1993年頃、父の転勤で、沖縄県に引っ越してくる。
- 1994年 - 1999年、X JAPANの音楽に出会い、ドラマーのYOSHIKIに憧れを抱きドラムを始める。後に、中学校の同級生とバンドを組むことになり、その中にのちにバンドのギターを担当するNAOTOがいた（ORANGE RANGEの前身）。その時は、GLAYのコピーバンドをしていた。
- 2003年、ORANGE RANGEでメジャーデビュー。
- 2005年、2004年10月22日発売のシングル「花」が、出荷枚数でミリオンを達成。それと同時期に、『musiQ』は2005年度のオリコン年間アルバムチャート1位となる。
- 2005年4月9日、LIVE musiQ福岡公演。この公演が6人のORANGE RANGEでのツアーのラストステージとなった。（その後、湘南音祭Vol.0（5月28日）とMATCHのイベント（5月31日）には、6人で出演している。）
- 2005年6月11日、最終参加曲「お願い!セニョリータ」発売。
- 2005年6月、『ミュージックステーション』収録後に左手に激痛を感じ、診断の結果、左手小指付け根腱鞘炎であることがわかり、全治2ヵ月と言われる。6月9日、公式に活動休止を発表。
- 2005年7月31日、この日をもって、ORANGE RANGEを脱退。脱退の理由については「バンド内での自分のあり方を考えた結果」（音楽性の違い）によるもので[1][2]、腱鞘炎が直接的な原因ではないとのこと[1]。
- 2007年9月、ブログ「KCB」（KatChan Blog）がスタート。
- 2007年12月、新しく始めるバンド名が「KCB」と正式に決定したことをブログで報告。
- 2008年1月1日、自身が所属するバンドKCBの公式ホームページがオープン。
- 2008年5月21日、KCBで、再びメジャーデビュー。
- 2008年11月、ブログをリニューアル。
- 2010年2月22日、オフィシャルブログ「KATCHAN OFFICIAL BLOG」がアメーバブログでスタート。
- 2010年6月1日、Twitterを始めた。

## 人物
血液型はA型、身長175cm、体重50kg。趣味は、ドライブ。

### ORANGE RANGE関連
ORANGE RANGE時代、北尾曰く「一番好きなメンバーはHIROKI。ライブのMCやトークで一番もりあげてくれるから。」とのこと。また、RYOとも仲が良かった。2010年3月10日、自身のブログで「ORANGE RANGEのことは今でも大切に思っている」と、脱退後初めてORANGE RANGEについて語られた。

## 使用機材
初めて買ったドラムは、誕生日プレゼントだった。現在は、ヤマハとスポンサー契約を結んでおり、使用機材はYAMAHA Maple custom absolute White BD20"　FT16"　TT10"、12"　SD YAMAHA 14"　ブロンズシェル　CYMBAL ジルジャンAカスタム 16"、18"、20"　チャイナ20"　HIHAT 14" Stick pro-mark 5B。2004年には、ヤマハのHPでコラムを掲載している。
「キリキリマイ」「上海ハニー」のPV内では、TAMAのドラムセットを使用している。また、インディーズ時期には、パールも使用していた。

## 参加作品

### ORANGE RANGE
- シングル

1. 「ミチシルベ/ミッドナイトゲージ」（2002年8月25日発売→2004年12月1日再発）
2. 「キリキリマイ」（2003年6月4日発売）
3. 「上海ハニー」（2003年7月16日発売）
4. 「ビバ★ロック」（2003年10月22日発売)
5. 「落陽」（2003年11月27日発売）
6. 「ミチシルベ〜a road home〜」（2004年2月25日発売)
7. 「ロコローション」（2004年6月9日発売)
8. 「チェスト」（2004年8月25日発売）
9. 「花」（2004年10月20日発売)
10. 「＊〜アスタリスク〜」（2005年2月23日発売）
11. 「ラヴ・パレード」（2005年5月25日発売）
12. 「お願い!セニョリータ」（2005年6月8日発売）

- アルバム

1. 『オレンジボール』（全国版：2002年2月22日発売、沖縄版：2002年4月21日発売、再発版：2004年10月20日発売）
2. 『1st CONTACT』（2003年12月17日発売）
3. 『musiQ』（2004年12月1日発売）
4. 『ИATURAL』（2005年10月12日発売)
5. 『Squeezed』（2006年4月12日発売)
6. 『ORANGE』（2007年7月25日発売)
7. 『RANGE』（2007年7月25日発売)
8. 『裏 SHOPPING』（2008年12月3日発売)

- DVD

1. ヴィデヲ・ラ・コンタクト（2004年7月28日発売）
2. ヴィデヲ・DE・リサイタル（2005年4月27日発売）
3. LIVE musiQ 〜from LIVE TOUR 005"musiQ"at MAKUHARI MESSE 2005.04.01〜（2005年12月21日発売）
4. ORANGE RANGE 初回限定盤付属DVD（2006年12月6日発売）

### 書籍
1. チーズ☆バター☆ジューシーメー（2005年3月31日発売）
2. ORANGE RANGE COMPLETE MAGAZINE for three years『BLOOD ORANGE』（2006年3月28日発売）

## 出演

### テレビ
- 音遊人 第38回（2004年12月17日、テレビ東京）